# Jonzac
Jonzac település Franciaországban, Charente-Maritime megyében. Lakosainak száma 3576 fő (2022. január 1.). Jonzac Champagnac, Ozillac, Réaux sur Trèfle, Saint-Germain-de-Lusignan, Saint-Martial-de-Vitaterne és Saint-Simon-de-Bordes községekkel határos.

## Fekvése
Montendretől északra fekvő település.

## Nevezetességek
- Vásárcsarnok (1889)

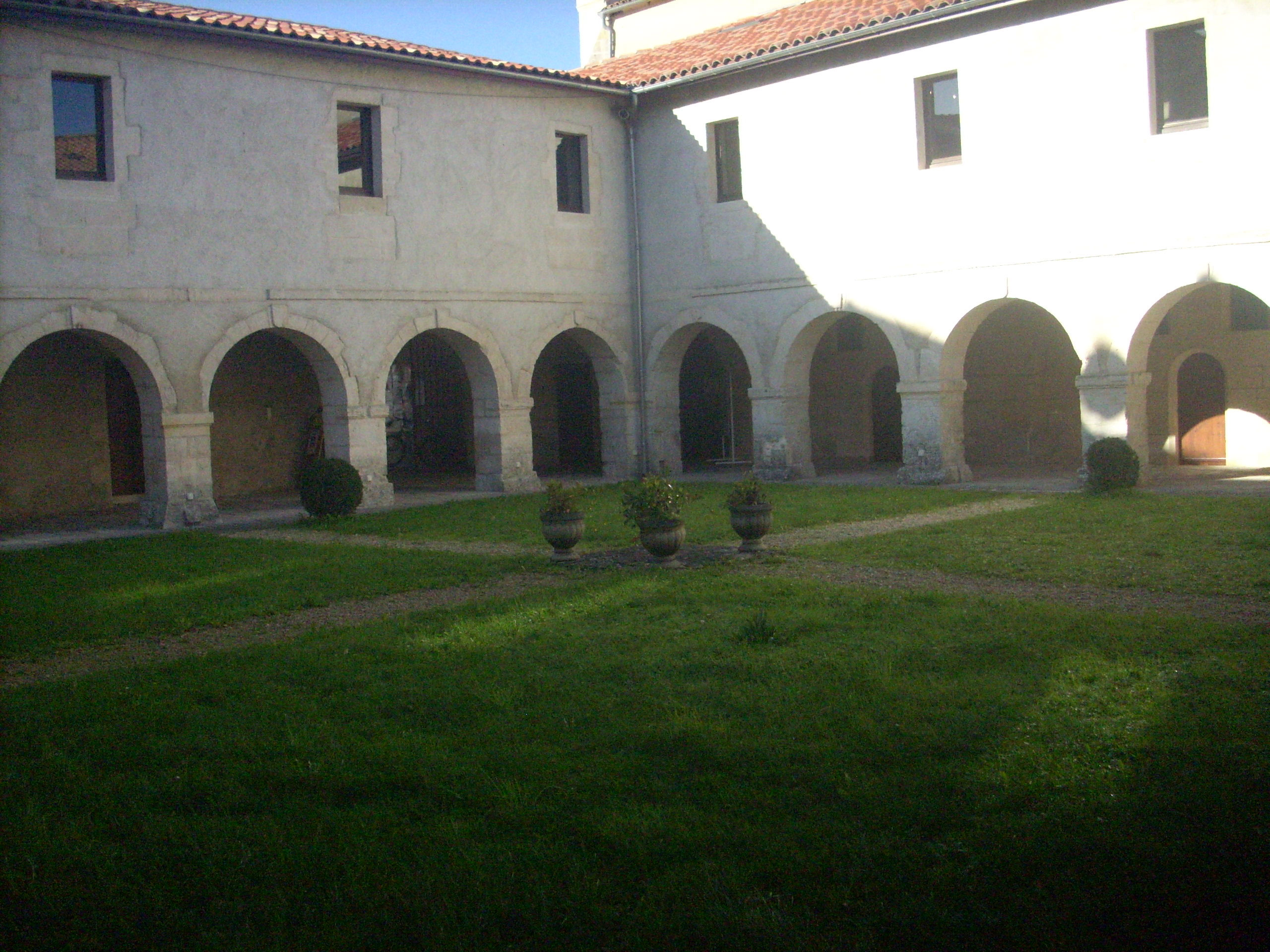

- templom (Saint-Gervais-Saint-Protais), valószínűleg a 10. században épült. A 2008-ban és 2009-ben végzett feltárások során számos sír és Meroving korból való szarkofágok kerültek napvilágra.
- Castle Jonzac
- Fedett piac
- Termálforrás

## Itt születtek, itt éltek
- Jean Hyppolite (1907-1968), francia filozófus, Jonzacban született
- Pierre Ruibet (1925-1944), az ellenállás harcosa, aki 1944-ben a német lőszerraktárat felrobbantotta Jonzacban.
- Jacques Bossi, kerékpárversenyző

## Galéria

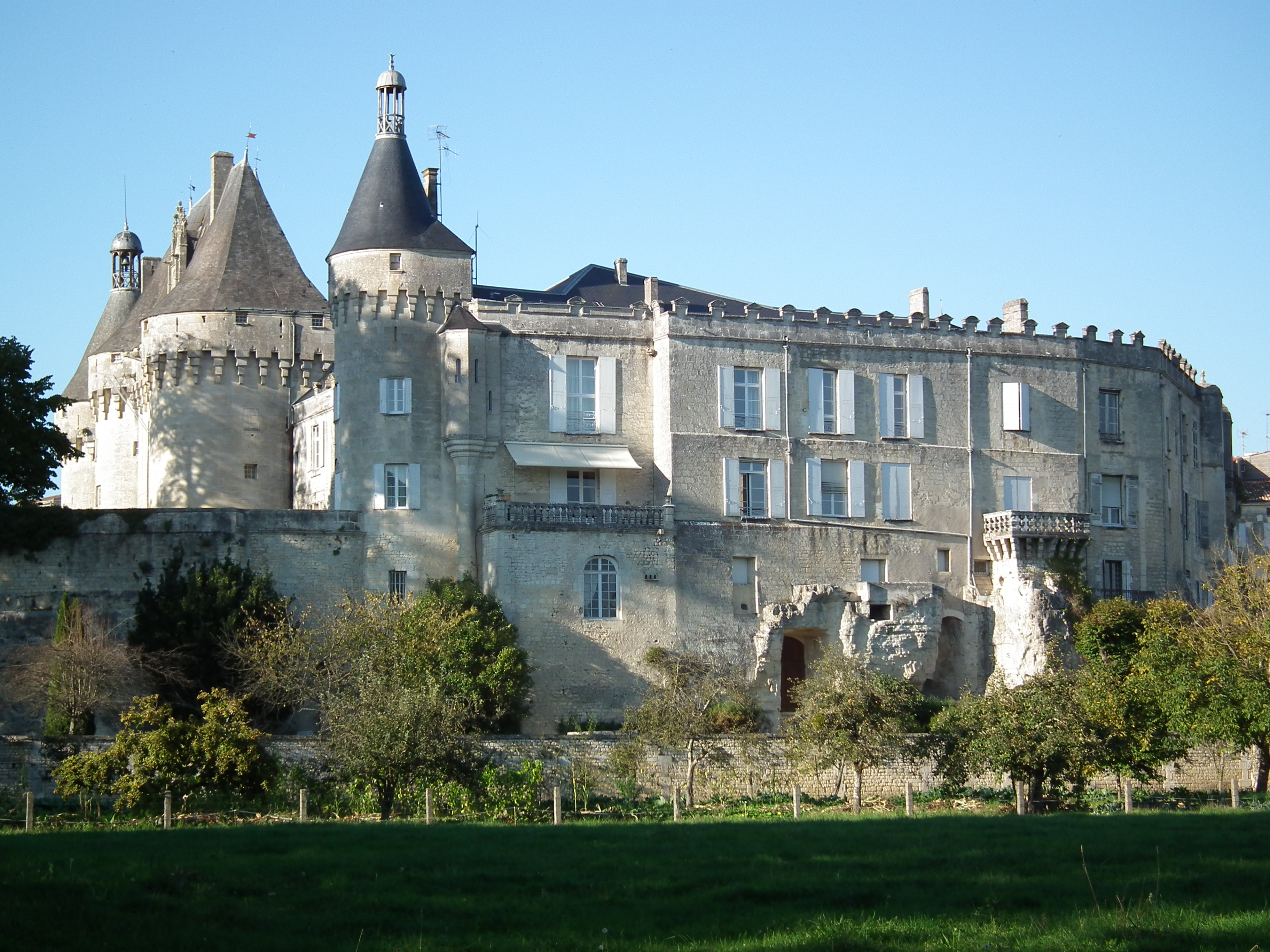
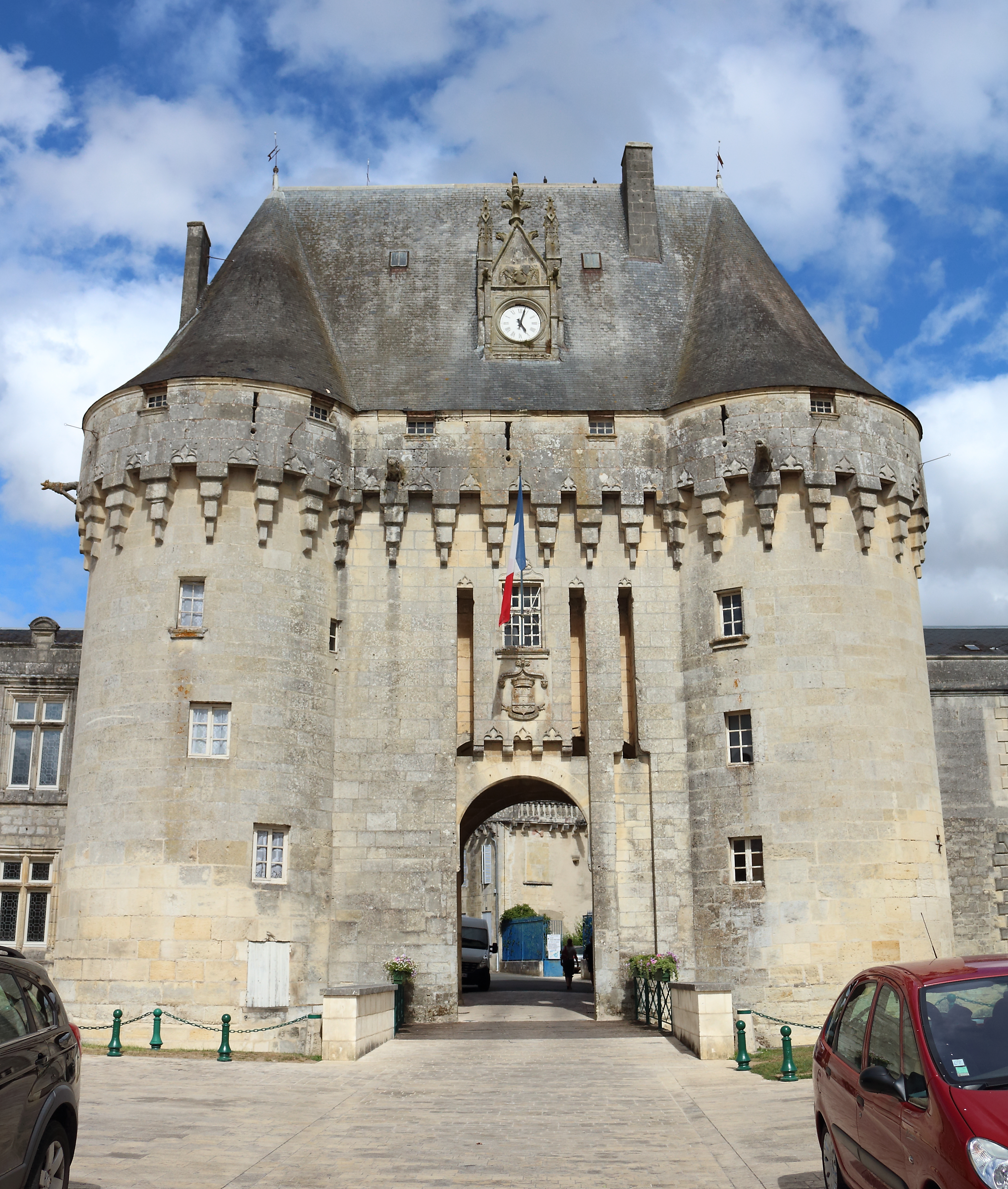
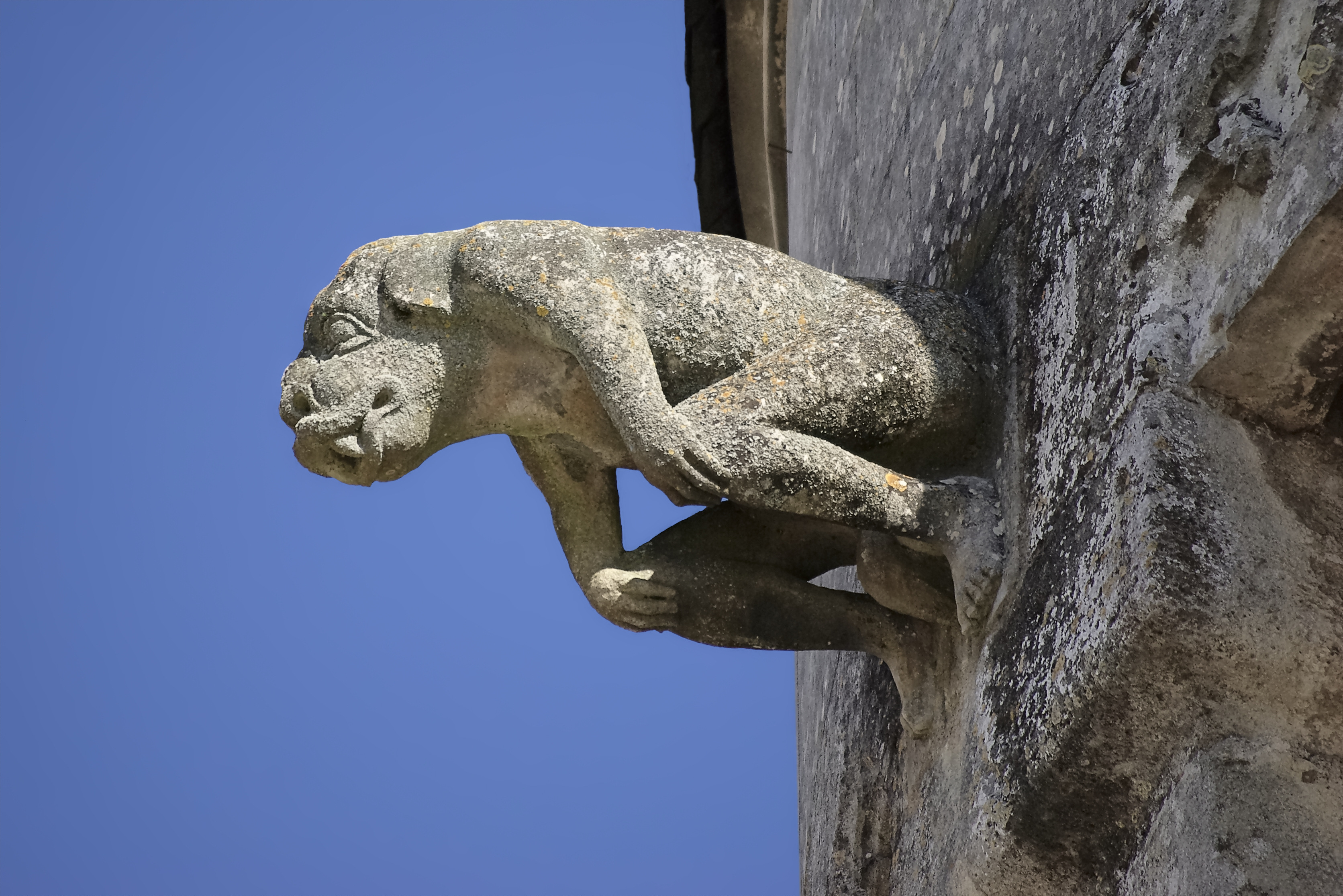
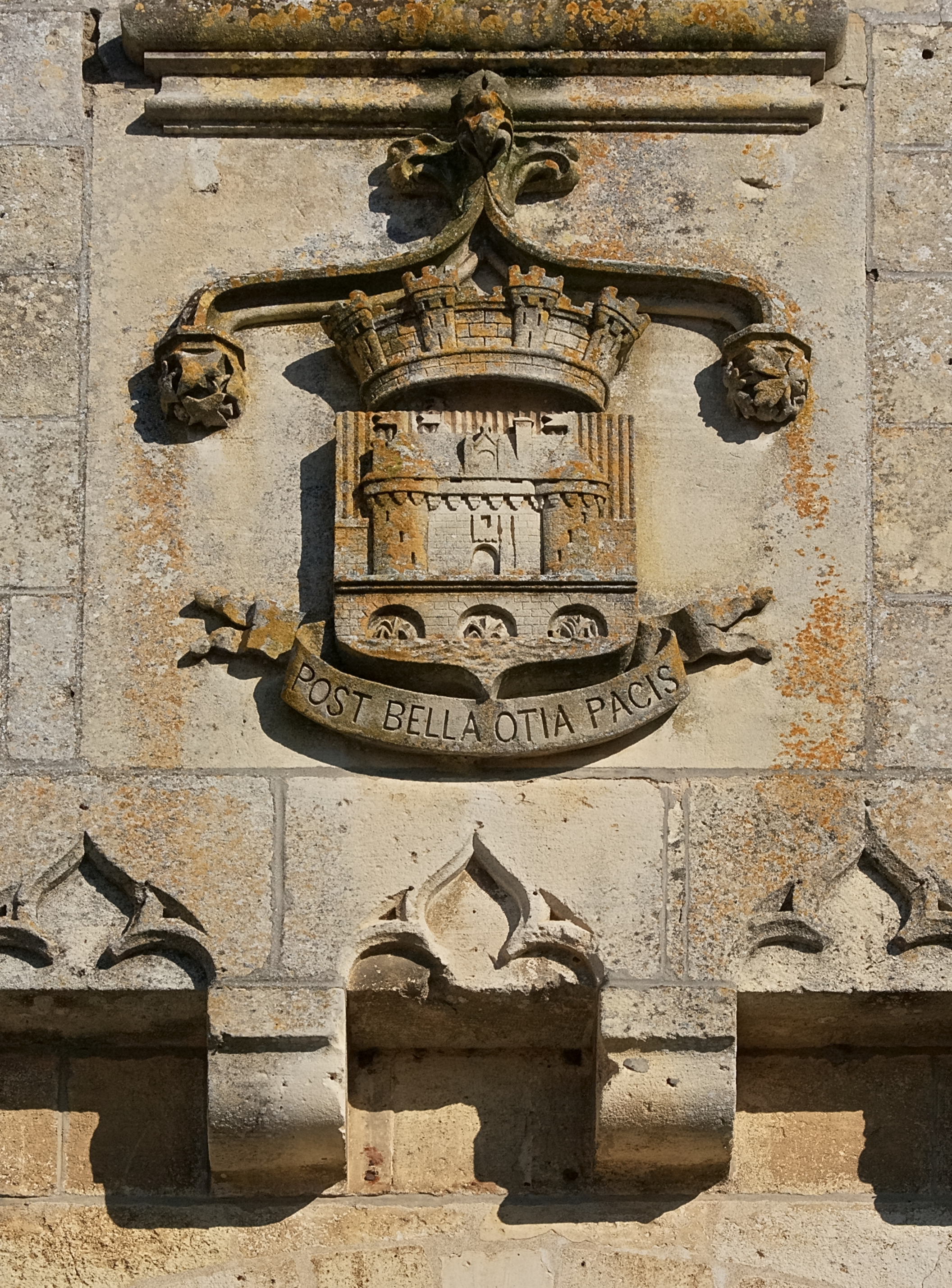
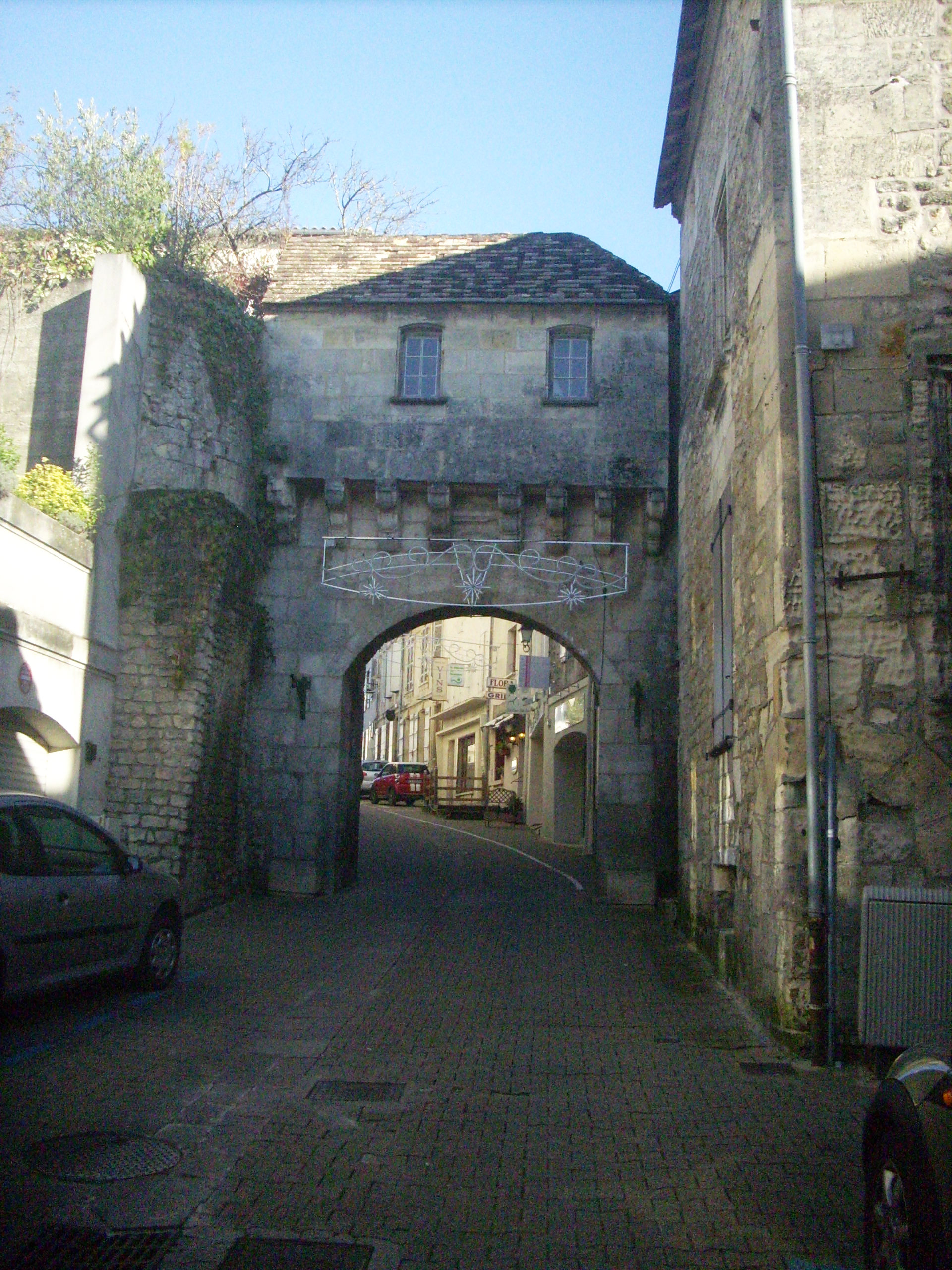
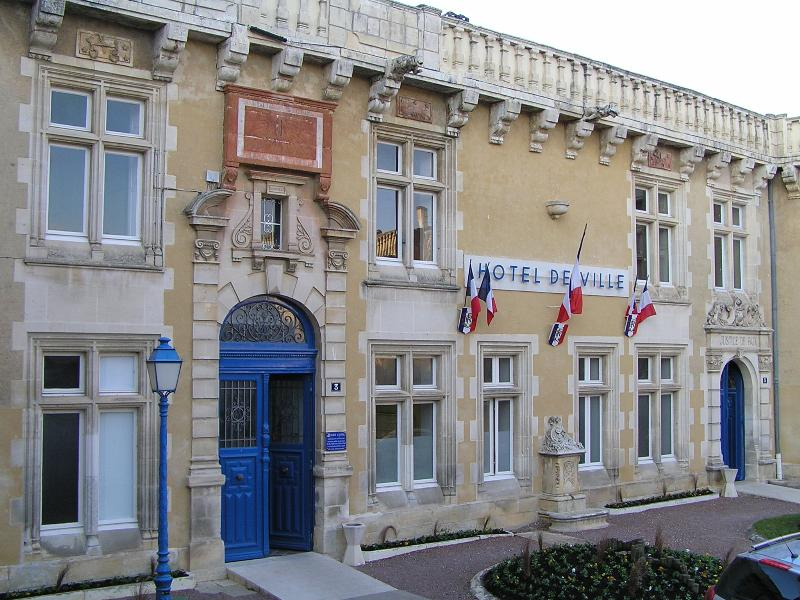
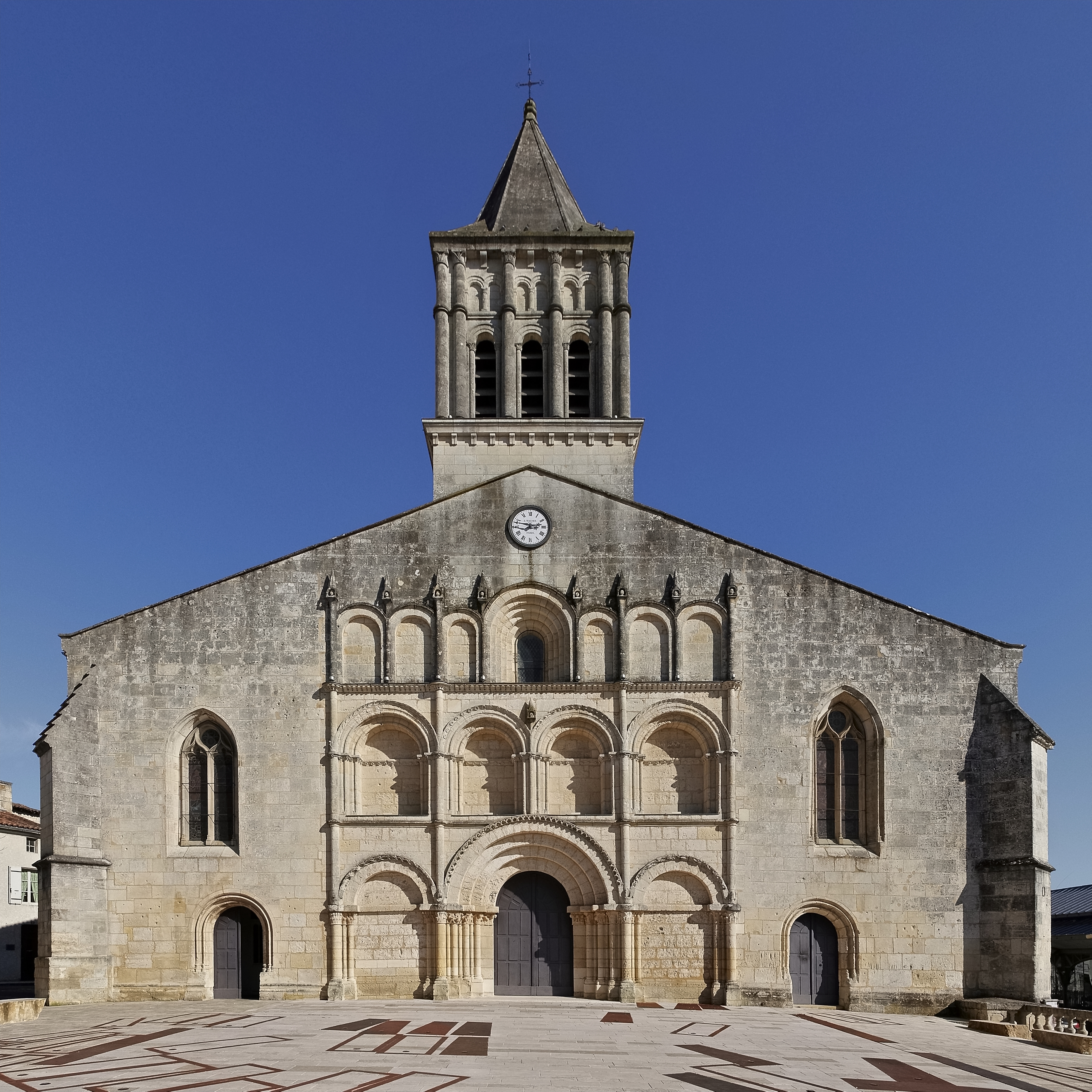
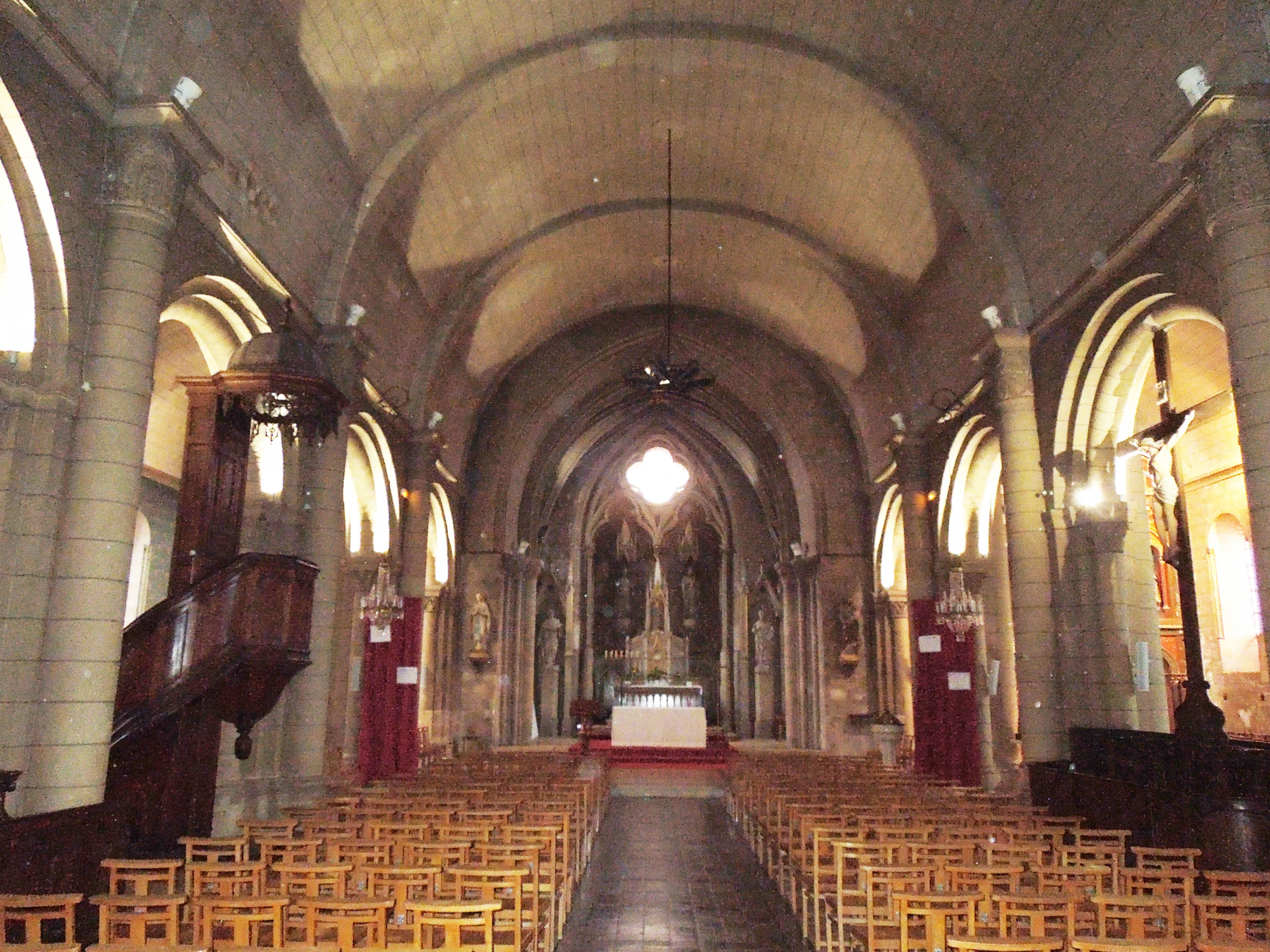
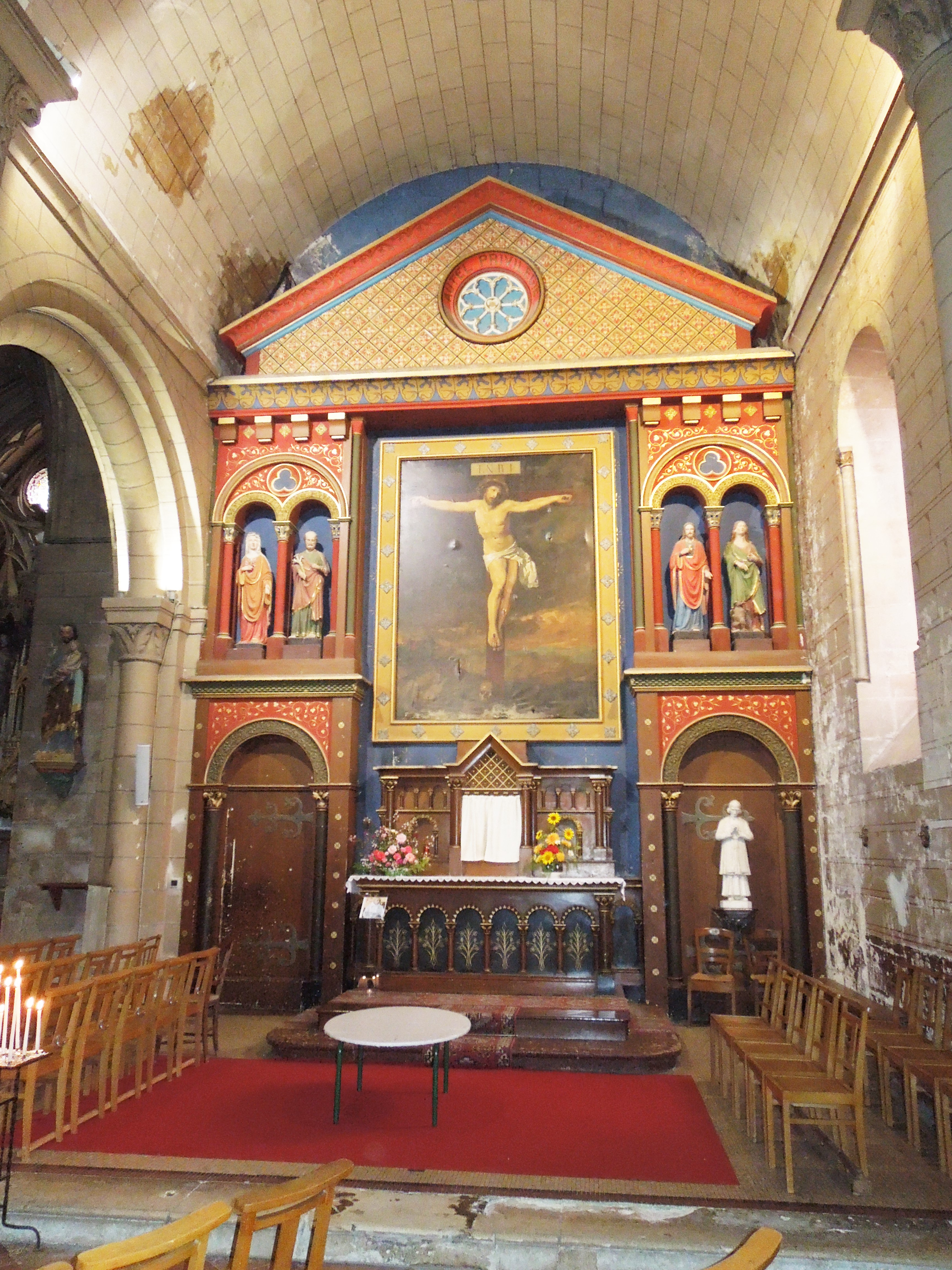
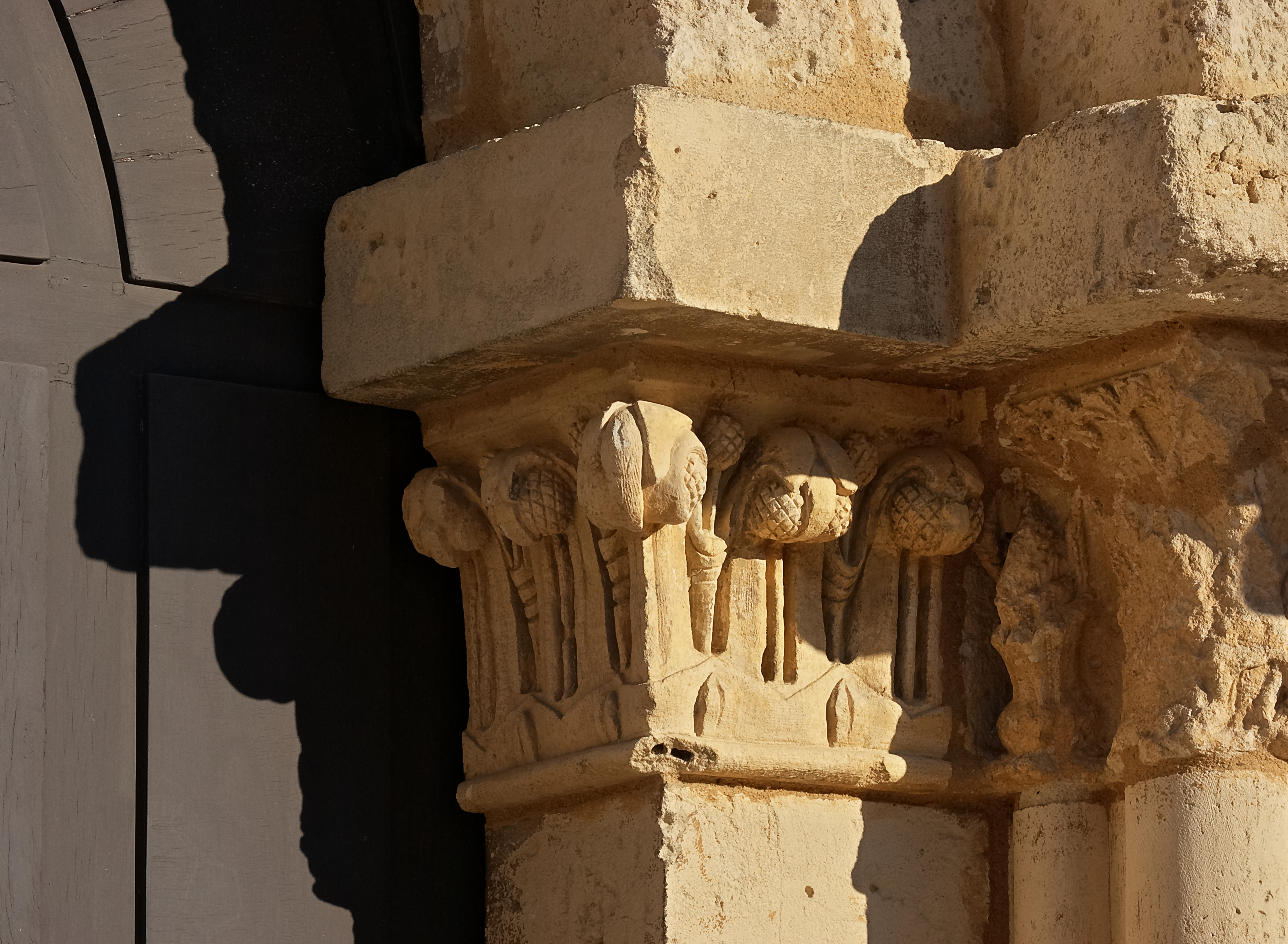
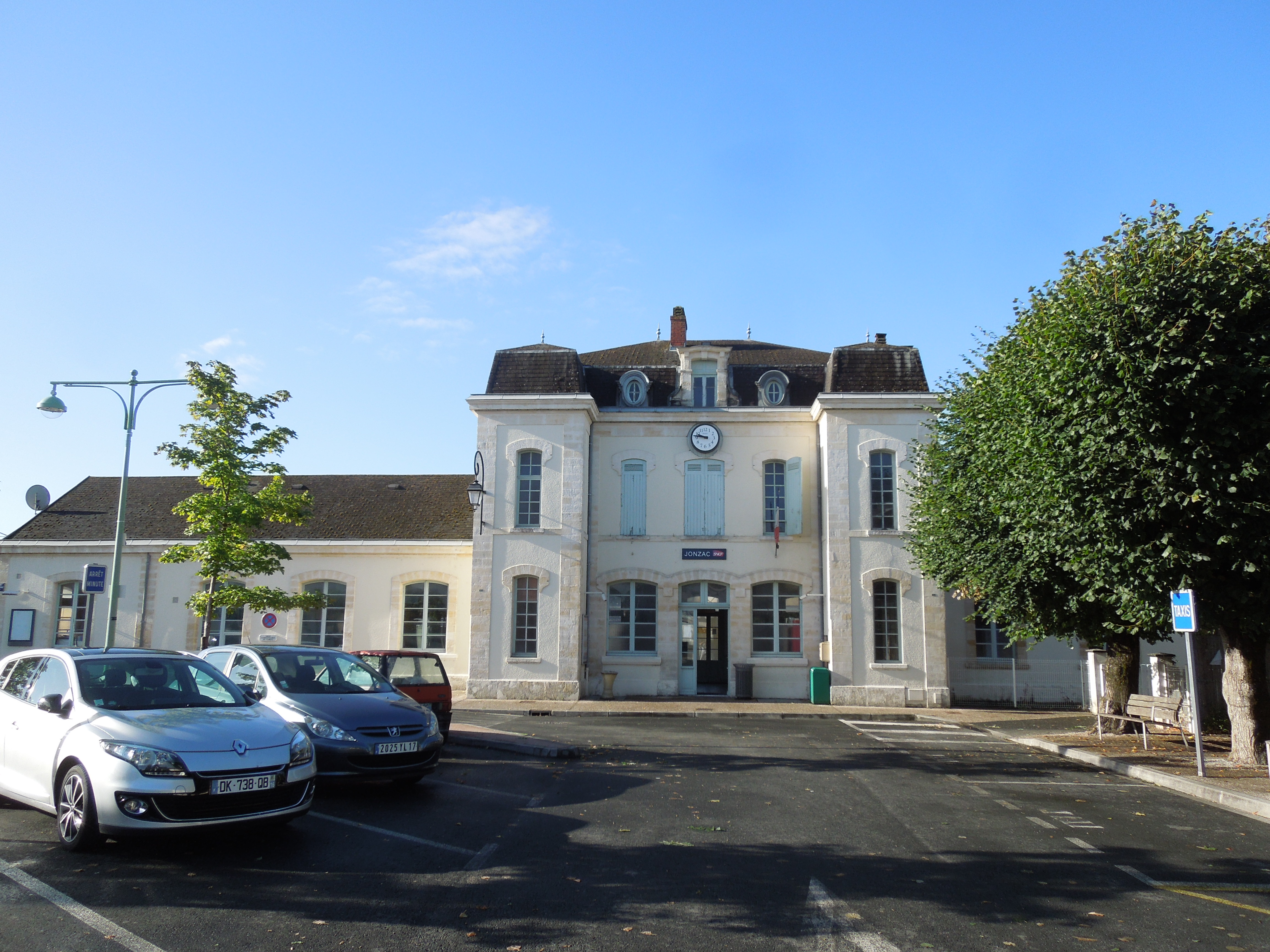
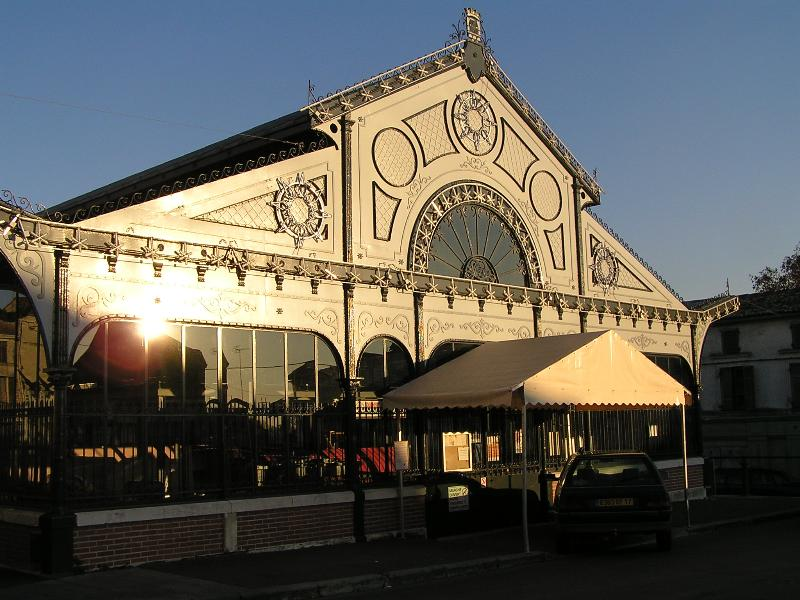